# Copa da Liga Escocesa 2000–01
A Copa da Liga Escocesa de 2000-01 foi a 55º edição do segundo mais importante torneio eliminatório do futebol da Escócia. O campeão foi o Celtic F.C., que conquistou seu 12º título na história da competição ao vencer a final contra o Kilmarnock F.C., pelo placar de 3 a 0.

## Premiação
| Copa da Liga Escocesa de 2000-01 |
| Escócia                          |
| -------------------------------- |
| Celtic F.C. Campeão (12º título) |